# Sebastian Polter
Sebastian Polter (Wilhelmshaven, 1º aprile 1991) è un calciatore tedesco, attaccante dell'Eintracht Braunschweig.

## Carriera

### Club
Nella stagione 2011-2012 ha giocato 12 partite in Bundesliga con il Wolfsburg.
Con una rete al 90º minuto su calcio di rigore ha deciso il primo derby in massima serie a favore dell’Union Berlino contro l‘Hertha Berlino, diventando il primo marcatore nella storia del derby di Berlino.
Il 13 agosto 2021 firma per il Bochum.
Il 20 giugno 2022 viene acquistato dallo Schalke 04.

### Nazionale
Ha giocato nelle nazionali giovanili tedesche Under-18, Under-20 ed Under-21.

## Statistiche

### Presenze e reti nei club
Statistiche aggiornate al 22 ottobre 2020.
| Stagione            | Squadra             | Campionato          | Campionato | Campionato | Coppe nazionali | Coppe nazionali | Coppe nazionali | Coppe continentali | Coppe continentali | Coppe continentali | Altre coppe | Altre coppe | Altre coppe | Totale | Totale | Totale |
| Stagione            | Squadra             | Comp                | Pres       | Reti       | Comp            | Pres            | Reti            | Comp               | Pres               | Reti               | Comp        | Pres        | Reti        | Pres   | Reti   |        |
| ------------------- | ------------------- | ------------------- | ---------- | ---------- | --------------- | --------------- | --------------- | ------------------ | ------------------ | ------------------ | ----------- | ----------- | ----------- | ------ | ------ | ------ |
| 2008-2009           | Wolfsburg II        | RL                  | 10         | 0          | -               | -               | -               | -                  | -                  | -                  | -           | -           | -           | 10     | 0      |        |
| 2009-2010           | Wolfsburg II        | RL                  | 15         | 3          | -               | -               | -               | -                  | -                  | -                  | -           | -           | -           | 15     | 3      |        |
| 2010-2011           | Wolfsburg II        | RL                  | 25         | 11         | -               | -               | -               | -                  | -                  | -                  | -           | -           | -           | 25     | 11     |        |
| 2011-2012           | Wolfsburg II        | RL                  | 18         | 5          | -               | -               | -               | -                  | -                  | -                  | -           | -           | -           | 18     | 5      |        |
| Totale Wolfsburg II | Totale Wolfsburg II | Totale Wolfsburg II | 68         | 19         |                 | -               | -               |                    | -                  | -                  |             | -           | -           | 68     | 19     |        |
| 2011-2012           | Wolfsburg           | BL                  | 12         | 2          | CG              | 0               | 0               | -                  | -                  | -                  | -           | -           | -           | 12     | 2      |        |
| 2012-2013           | Norimberga II       | RL                  | 2          | 1          | -               | -               | -               | -                  | -                  | -                  | -           | -           | -           | 2      | 1      |        |
| 2012-2013           | Norimberga          | BL                  | 26         | 5          | CG              | 1               | 0               | -                  | -                  | -                  | -           | -           | -           | 27     | 5      |        |
| 2013-2014           | Mainz II            | RL                  | 7          | 3          | -               | -               | -               | -                  | -                  | -                  | -           | -           | -           | 7      | 3      |        |
| 2013-2014           | Mainz               | BL                  | 13         | 0          | CG              | 2               | 0               | -                  | -                  | -                  | -           | -           | -           | 15     | 0      |        |
| 2014-2015           | Union Berlin        | 2B                  | 29         | 14         | CG              | 0               | 0               | -                  | -                  | -                  | -           | -           | -           | 29     | 14     |        |
| 2015-2016           | QPR                 | FLC                 | 31         | 6          | FACup+CdL       | 0+2             | 1               | -                  | -                  | -                  | -           | -           | -           | 33     | 7      |        |
| 2016-gen. 2017      | QPR                 | FLC                 | 20         | 4          | FACup+CdL       | 0+3             | 0               | -                  | -                  | -                  | -           | -           | -           | 23     | 4      |        |
| Totale QPR          | Totale QPR          | Totale QPR          | 51         | 10         |                 | 5               | 1               |                    | -                  | -                  |             | -           | -           | 56     | 11     |        |
| gen.-giu. 2017      | Union Berlin        | 2B                  | 15         | 7          | CG              | 0               | 0               | -                  | -                  | -                  | -           | -           | -           | 15     | 7      |        |
| 2017-2018           | Union Berlin        | 2B                  | 24         | 12         | CG              | 2               | 0               | -                  | -                  | -                  | -           | -           | -           | 26     | 12     |        |
| 2018-2019           | Union Berlin        | 2B                  | 20         | 9          | CG              | 1               | 2               | -                  | -                  | -                  | -           | -           | -           | 21     | 11     |        |
| 2019-2020           | Union Berlin        | BL                  | 13         | 2          | CG              | 0               | 0               | -                  | -                  | -                  | -           | -           | -           | 13     | 2      |        |
| Totale Union Berlin | Totale Union Berlin | Totale Union Berlin | 101        | 44         |                 | 3               | 2               |                    | -                  | -                  |             | -           | -           | 104    | 46     |        |
| 2020-2021           | Fortuna Sittard     | ED                  | 32         | 9          | CO              | 2               | 1               |                    | -                  | -                  |             | -           | -           | 34     | 10     |        |
| Totale carriera     | Totale carriera     | Totale carriera     | 312        | 93         |                 | 13              | 5               |                    | -                  | -                  |             | -           | -           | 325    | 98     |        |